# 細島駅
細島駅（ほそしまえき）は、かつて宮崎県日向市細島にあった日本貨物鉄道（JR貨物）日豊本線貨物支線（通称・旧称細島線）の貨物駅（廃駅）である。
前身の日本国有鉄道（国鉄）時代の1972年（昭和47年）まで、旅客営業も行っていた。

## 歴史
- 1921年（大正10年）10月11日：細島軽便線の駅として開業。
- 1922年（大正11年）9月2日：国鉄細島線の駅となる。
- 1968年（昭和43年）4月10日：合理化により出札窓口無人化。
- 1972年（昭和47年）2月1日：旅客営業廃止[1]。細島線から日豊本線の貨物支線となる[1]。
- 1987年（昭和62年）4月1日：国鉄分割民営化によりJR貨物の駅となる[1]。
- 1989年（平成元年）12月1日：休止[1]。
- 1993年（平成5年）12月1日：廃止[1]。

## 駅構造
古い木造駅舎を有する地上駅で、構内南端に単式ホーム1面1線が残っていたほかに、5本ほどの側線を有していた。構内東端から、宮崎県営専用線（0.8 km）がその先へ続いていた。路線の脇に倉庫があり、有蓋車による貨物輸送が行われていた。

## 駅周辺
当項では駅廃止後の周辺施設を解説する。
- イオンタウン日向
- 海の駅ほそしま - 「海の駅」が付くが、当施設は「みなとオアシス」に登録された施設である[2]。
- 宮崎県道23号細島港線
- 細島港

## 隣の駅
日本貨物鉄道（JR貨物）
日豊本線 貨物支線（細島線）
日向市駅 - 細島駅
日向市駅と当駅の間には、1972年（昭和47年）の旅客営業廃止まで伊勢ヶ浜駅が存在していた。